# 7706 Mien
7706 Mien är en asteroid i huvudbältet som upptäcktes den 19 mars 1993 i samband med projektet UESAC. Den fick den preliminära beteckningen 1993 FZ36 och  namngavs senare efter Mien, en sjö strax söder om Tingsryd i Småland.
Den tillhör asteroidgruppen Nysa.
Miens senaste periheliepassage skedde den 25 december 2021.